# Lizza

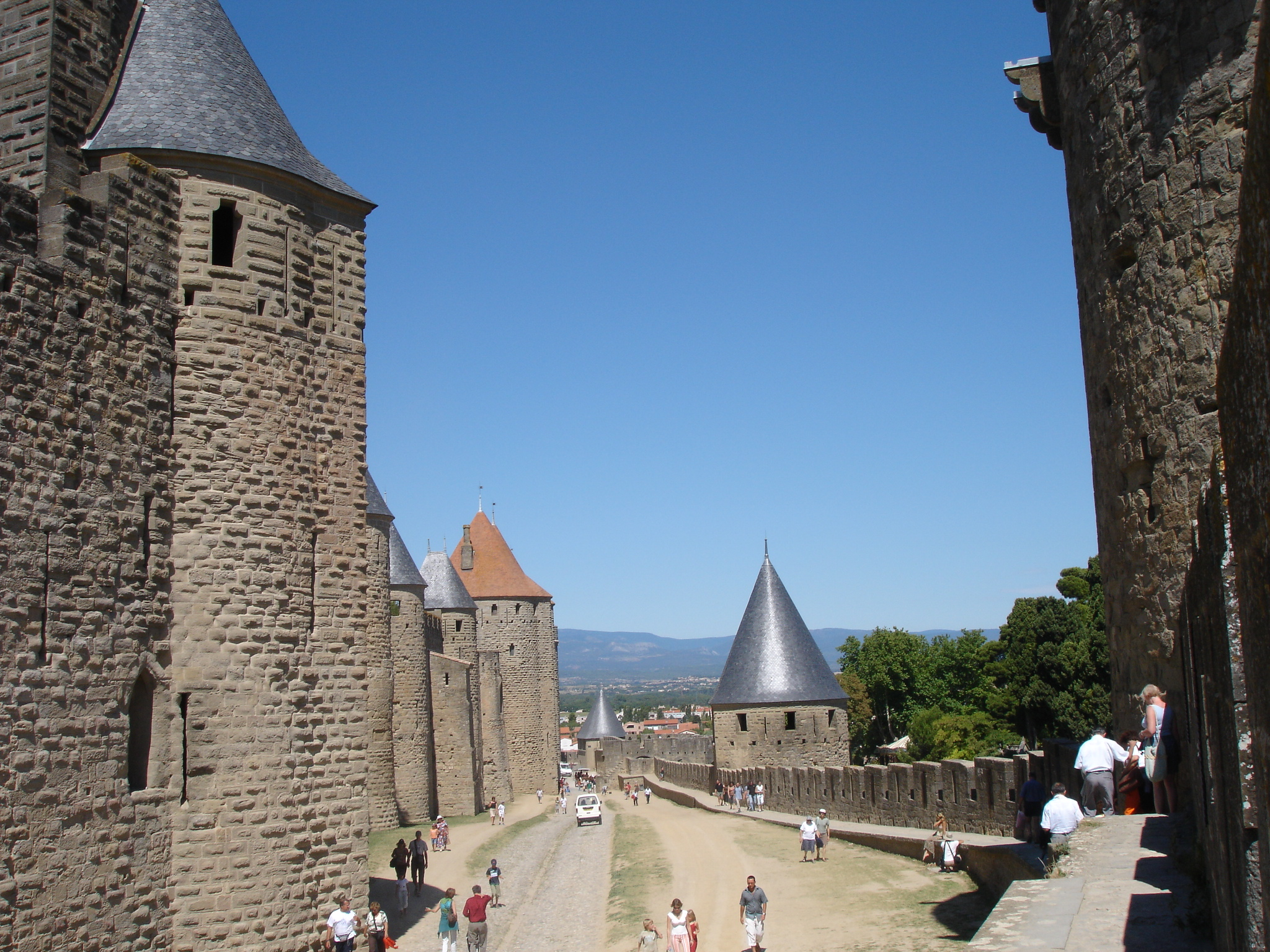
Esempio di lizza nella Città fortificata storica di Carcassonne, tra le mura esterne e quelle interne.

Una lizza è uno spazio che circonda una fortificazione, ma anche uno stadio.

## Etimologia
È una parola di origine franca (antico franco līstia, "bordo, bordura"), che è generalmente usata al plurale, "le lizze". Si traduce in "recinzione, palizzata".

## Storia
In origine, le lizze erano palizzate di legno che circondavano case fortificate e castelli. Questo nome è stato poi utilizzato per designare qualsiasi campo o terreno chiuso destinato a tornei medievali o altre manifestazioni all'aria aperta. Questi diversi usi hanno dato origine all'espressione "entrare in lizza", che significa "entrare in competizione".
Rappresentava un rifugio per i combattenti dei tornei di quell'epoca. Le lizze erano ufficialmente inserite nelle regole dei tornei come luogo dove era possibile ripararsi, riprendere fiato, bere e riposarsi. Proprio davanti a queste, prima dell'inizio dei tornei, era consueto il raduno delle squadre o formazioni partecipanti.

## Letteratura
In letteratura si ricorda la famosa lizza di Ashby, in Inghilterra, celebrante la virtù cavalleresca e narrata in vari capitoli del romanzo storico Ivanhoe scritto dallo scozzese Walter Scott. In questa lizza si fronteggiano due squadre, l'una sotto il comando del normanno Brian de Bois-Guilbert, l'altra, composta di sassoni
, sotto la guida del misterioso cavaliere Diseredato.

## Sport

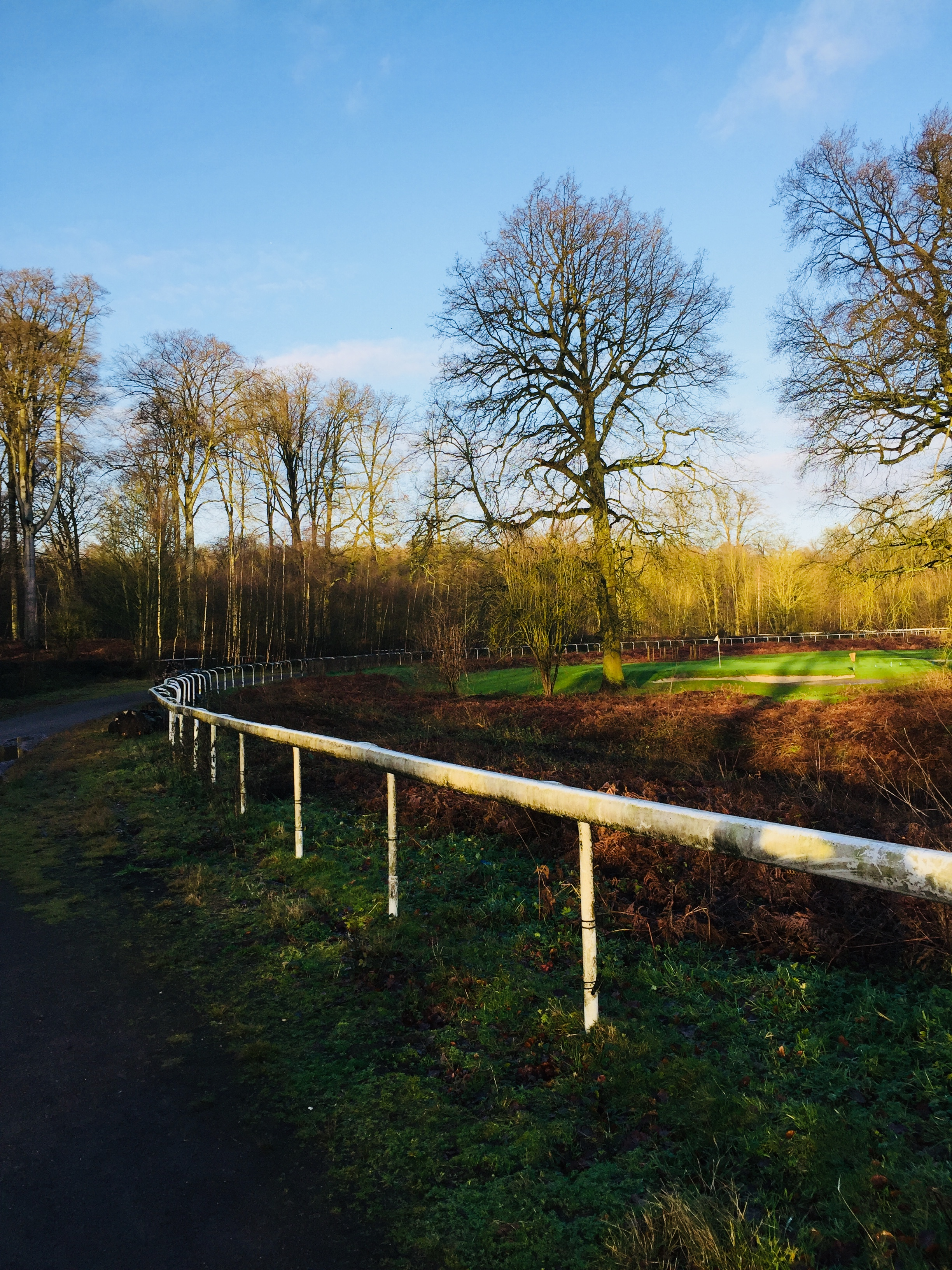
La lizza dell'antico Ippodromo di Boitsfort.

Negli stadi sportivi, è la linea più esterna, opposta alla corda (la linea più interna). La corda (che richiede agli atleti di virare ad alta velocità) non è una posizione ideale per un corridore di 200 e 400 metri di corsa. Infatti, correndo avanti, non riesce a modificare il suo sforzo basandosi sui suoi avversari. È anche la barriera che separa il campo sportivo dalle tribune.